# パラマーラ朝

パラマーラ朝

1200年頃のインド

パラマーラ朝（パラマーラちょう、英語：Paramāra dynasty）は、9世紀初頭から14世紀初頭にかけて、中西インドのマールワーを支配したヒンドゥー王朝。ラージプートの王朝でもある。首都はダール。

## 歴史

### 成立と独立
マールワー地方は、デカン地方を支配していたラーシュトラクータ朝の王ゴーヴィンダ3世によって、9世紀初頭に獲得された領土であった。そのとき、ゴーヴィンダ3世はマールワーの統治を、パラマーラ族の族長ウペーンドラに任せたというのが、このパラマーラ朝の始まりであった。
とはいえ、北インドにはプラティーハーラ朝が存在し、デカンと北インドの間にあるこの地域をめぐり、ラーシュトラクータ朝とプラティーハーラ朝は幾度となく争った。パラマーラ朝もラーシュトラクータ朝の封臣（サーマンタ）として、不安定な支配を維持しながらも戦った。
10世紀後半、シーヤカ2世の時代、プラティーハーラ朝は徐々に衰退し、ラーシュトラクータ朝は南インドのチョーラ朝との争いに追われていた。彼はプラティーハーラ朝のマールワー領を奪い、西方ではマヒー川以西までを獲得し、マールワーの全領域を版図とした。
一方、主家のラーシュトラクータ朝はその間もチョーラ朝との争いに忙殺されていたが、クリシュナ3世が死にコーッティガ・アモーガヴァルシャが即位すると、シーヤカ2世は反旗を翻した。パラマーラ朝はラーシュトラクータ朝と交戦状態に入ったが、972年にはその首都マーニヤケータに迫るほどの勢いを見せた。このことはカリヤーニのチャールキヤ朝の創始や者タイラ2世が立ち上がる契機をつくった。
これにより、タープティ川以北の領土を獲得し、ラーシュトラクータ朝から独立を達成した。

### ボージャの治世と最盛期

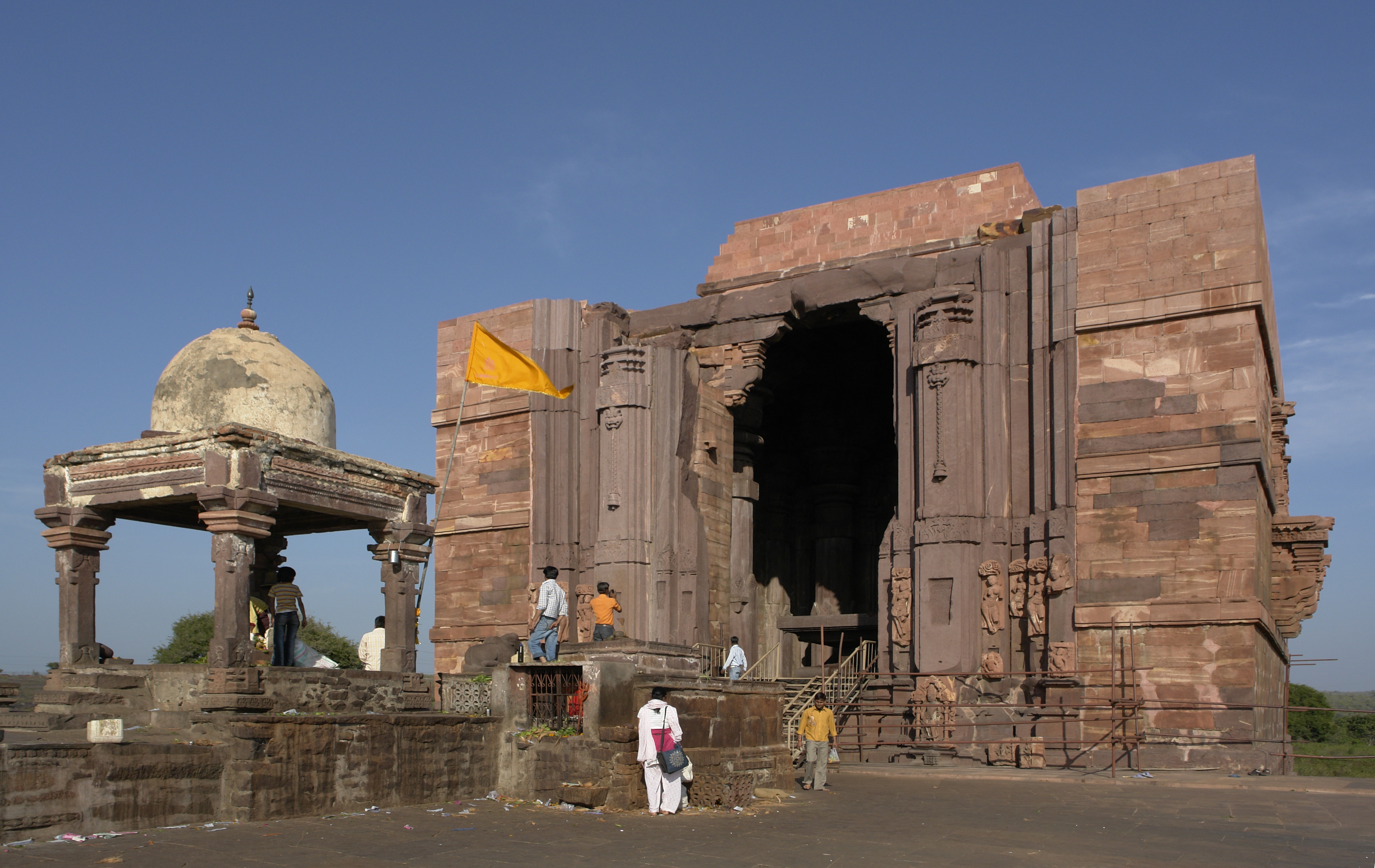
ボージェーシュヴァラ寺院

11世紀初頭に即位した王ボージャは、パラマーラ朝の最も偉大な王だった。
ボーシャは王朝の領土を拡大し、デカンのコンカン地方、グジャラート南部のラータ地方を手に入れ、ラージャスターンのメーワール地方の都市チットールガルをおさえた。また、コーンカン地方のシラーハーラ朝を押さえて封臣とし、チットールガルを手に入れたことでグジャラートのチャウルキヤ朝、ラージャスターンのチャーハマーナ朝に対しては優位にあった。
その一方で、11世紀初頭にアフガニスタンのイスラーム王朝であるガズナ朝が攻めてくると、他のラージプートの王朝と連合してこれに対抗した。
ボージャは建築事業を盛んに行い、河川にはダムを建設し、自身の名を冠したボージェーシュヴァラ寺院などを建立したりした。また、彼は文芸を保護したことでも知られ、彼自身も詩作を行い、刻文には「詩人王」と記されている。この王はクシーラスヴァーミンやサーヤナといった有名な学者からは、「文典家」としても引用されている。

### 衰退・滅亡
だが、ボージャの治世末期、 チャウルキヤ朝とチェーディのカラチュリ朝の連合軍に敗れた。ボージャの死後、マールワーは両王朝によって分断されることとなった。
その後、後期チャールキヤ朝の援助によって、パラマーラ朝はマールワーの支配を回復したものの、12世紀半ばから後半にかけてチャウルキヤ朝の侵攻を再び受け、マールワー全域を奪われた。
パラマーラ朝の一族はマールワーを捨て、遠く東へと逃げた。王朝は主系と傍系マハークマーラに分かれてしまい、ボーパールとヴィディシャーの周辺地域を支配する小国となってしまった。
やがて、傍系マハークマールのヴィンディヤヴァルマンは、首都ダールをチャウルキヤ朝から奪還し、13世紀前半に主系と傍系を統合した。だが、かつての勢力を取り戻すには至らなかった。
また、13世紀初頭にデリー・スルターン朝の奴隷王朝が成立すると、1233年にシャムスッディーン・イルトゥトゥミシュがウッジャインやヴィディシャーを占拠した。
1250年には再び奴隷王朝のギヤースッディーン・バルバンの侵略をうけた。さらに、同じ頃にチャウルキヤ朝やデカンのヤーダヴァ朝の侵略もうけ、チャウルキヤ朝にダールを略奪されるなど、王朝が好転することはなかった。
パラマーラ朝はその後もマールワーで細々と存続した。だが、1305年にデリー・スルターン朝のハルジー朝の攻撃を受け、ウッジャインやマーンドゥーなどの拠点を落とされ、ついにはダールも陥落し、パラマーラ朝は滅亡した。